# Pier Giuseppe Murgia
Pier Giuseppe Murgia (* 6. Dezember 1940 in Sterzing, Südtirol) ist ein italienischer Schriftsteller, Drehbuchautor und Filmregisseur.

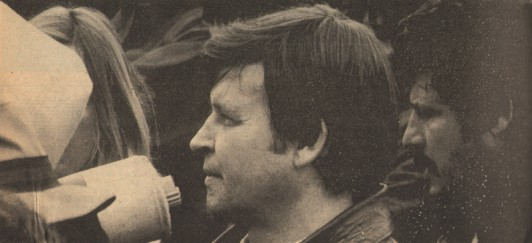
Pier Giuseppe Murgia während der Dreharbeiten zum Film La festa perduta

## Leben
Murgia legte früh sein Romandebüt vor: 1960 erschien Il ragazzo di fuoco. In der Folgezeit schrieb er – nach einer Begegnung mit Cesare Zavattini – einige Drehbücher mit Jugendthemen für das Kino ebenso wie für den Bildschirm, darunter den 1974 entstandenen ungewöhnlichen Vermisàt, den Mario Brenta inszenierte. (Meist negatives) Aufsehen erregte Murgia mit seinem Regiedebüt Spielen wir Liebe, für den er sich dem Vorwurf der Kinderpornografie ausgesetzt sah. 1981 widmete er sich mit seinem zweiten und letzten eigenen Film La festa perduta einem anderen umstrittenen Thema, dem Terrorismus. Für diesen Film gewann er den Preis als bester neuer Regisseur beim Filmfestival San Sebastián. Ab dem Folgejahr arbeitete Murgia ausschließlich für das Fernsehen. Seine Filme waren erheblich konventioneller, aber auch erfolgreich beim Publikum. Beispiele dafür sind Voglia di volare oder Una vittoria. Voglia di volare, ein Vierteiler über ein getrenntes Paar, gespielt von Gianni Morandi und der Französin Claude Jade, die durch die Tochter wieder zueinander finden, lief als Wie im Flug auch im deutschen Fernsehen. Daneben entstanden aber auch zahlreiche Dokumentationen. Von 1991 bis 2009 war er auf Raitre (Rai 3) für die Suchsendung Chi l'ha visto? verantwortlich.
Als Autor veröffentlichte Murgia zwei weitere Romane und drei Bände mit Erzählungen.

## Filmografie (Auswahl)
- 1968: Danke, Tante (Grazie, zia)
- 1977: Spielen wir Liebe (Maladolescenza)
- 1981: La festa perduta
- 1984: Wie im Flug (Voglia di volare)